# Бойд, Том
То́мас Бойд (англ. Thomas Boyd; 24 ноября 1965, Глазго, Шотландия), более известный как Том Бойд (англ. Tom Boyd) — шотландский футболист, тренер. Выступал на позиции центрального защитника.
За свою 20-летнюю карьеру футболиста выступал за британские клубы «Мотеруэлл», «Челси» и «Селтик». В последнем коллективе в период с 1997 по 2002 год Бойд являлся капитаном команды.
В национальной сборной Шотландии Том провёл 71 матч (шестой результат за всю историю «тартановой армии»), забил один гол. Участник двух чемпионатов Европы — 1992 и 1996, одного мирового первенства — 1998.
С 2003 года Бойд является главным тренером юниорской команды глазговского «Селтика».

## Карьера игрока

### Клубная карьера
Том родился 24 ноября 1965 года в шотландском городе Глазго.

#### «Мотеруэлл»
Первой профессиональной командой Тома стал «Мотеруэлл», контракт с которым он подписал в 1983 году. В команде Бойд провёл восемь лет, сыграв 252 матча и забив 6 голов в рамках чемпионата Шотландии и Футбольной лиги.
Наивысшим достижением Тома в период выступлений за «сталеваров» является участие в финале Кубка Шотландии сезона 1990/91, в котором «Мотеруэлл» уступил «Данди Юнайтед» со счётом 3:4. Ранее, в 1984 году, футболист с «красно-оранжевыми» выиграл турнир Первого дивизиона шотландской лиги.

#### «Челси»
27 июля 1991 года Бойд перебрался в Англию, где стал игроком лондонского клуба «Челси». Карьера в стане «синих» у шотландца не заладилась — Том провёл всего семь месяцев в столичной команде, после чего вернулся на родину.

#### «Селтик»
6 февраля 1992 года «Челси» и «Селтик» провели сделку по обмену игроками — Бойд переехал обратно в Шотландию, в обратном направлении проследовал футболист «кельтов», Тони Каскарино.
Уже 8 февраля футболист дебютировал в первом составе «кельтов» в поединке против «Эйдри Юнайтед».
Выступления в клубе своего родного города стали для Тома венцом клубной карьеры. Он стал настоящий лидером команды, а в 1997 году был избран капитаном «Селтика».
В 1998 году «кельты», ведомые Бойдом, смогли отобрать у своих непримиримых соперников из «Рейнджерс» титул чемпионов страны — до этого «джерс» выигрывали «золото» первенства Шотландии рекордные девять раз подряд.
В «Селтике» раскрылась универсальность Тома — в «Мотеруэлле» и «Челси» шотландец неизменно выступал на позиции центрального защитника, в Глазго футболист с успехом играл на обоих флангах обороны, а также в амплуа либеро.
Новый виток карьеры Бойда в «Селтике» случился в 2000 году с приходом на пост главного тренера клуба североирландца Мартина О’Нила. Специалист, оценив лидерские качества Тома, оставил у него капитанскую повязку. Это быстро принесло свои плоды — по итогам сезона 2000/01 «кельты» под предводительством Бойда сделали «требл», завоевав все внутренние трофеи Шотландии. Сам Том стал вторым капитаном «Селтика» (первым был Билли Макнилл), при котором глазговская команда добилась такого успеха.
В следующем футбольном году Бойд вновь помог «бело-зелёным» стать чемпионами Шотландии.
По окончании сезона 2002/03 Том объявил о завершении своей карьеры футболиста.

#### Клубная статистика
| Клуб                 | Сезон                | Чемпионат | Чемпионат | Кубок | Кубок | Кубок Лиги | Кубок Лиги | Еврокубки | Еврокубки | Итого | Итого |
| Клуб                 | Сезон                | Игры      | Голы      | Игры  | Голы  | Игры       | Голы       | Игры      | Голы      | Игры  | Голы  |
| -------------------- | -------------------- | --------- | --------- | ----- | ----- | ---------- | ---------- | --------- | --------- | ----- | ----- |
| Мотеруэлл            | 1983/84              | 13        | 0         | —     | —     | —          | —          | —         | —         | 13    | 0     |
| Мотеруэлл            | 1984/85              | 36        | 0         | —     | —     | —          | —          | —         | —         | 36    | 0     |
| Мотеруэлл            | 1985/86              | 31        | 0         | —     | —     | —          | —          | —         | —         | 31    | 0     |
| Мотеруэлл            | 1986/87              | 31        | 0         | —     | —     | —          | —          | —         | —         | 31    | 0     |
| Мотеруэлл            | 1987/88              | 42        | 2         | —     | —     | —          | —          | —         | —         | 42    | 2     |
| Мотеруэлл            | 1988/89              | 36        | 1         | —     | —     | —          | —          | —         | —         | 36    | 1     |
| Мотеруэлл            | 1989/90              | 33        | 1         | —     | —     | —          | —          | —         | —         | 33    | 1     |
| Мотеруэлл            | 1990/91              | 30        | 2         | —     | —     | —          | —          | —         | —         | 30    | 2     |
| Всего за «Мотеруэлл» | Всего за «Мотеруэлл» | 252       | 6         | 0     | 0     | 0          | 0          | 0         | 0         | 252   | 6     |
| Челси                | 1991/92              | 23        | 0         | 2     | 0     | 2          | 0          | —         | —         | 27    | 0     |
| Всего за «Челси»     | Всего за «Челси»     | 23        | 0         | 2     | 0     | 2          | 0          | 0         | 0         | 27    | 0     |
| Селтик               | 1991/92              | 13        | 1         | 2     | 0     | —          | —          | —         | —         | 15    | 1     |
| Селтик               | 1992/93              | 42        | 0         | 3     | 0     | 4          | 0          | 4         | 0         | 53    | 0     |
| Селтик               | 1993/94              | 38        | 0         | 1     | 0     | 4          | 0          | 4         | 0         | 47    | 0     |
| Селтик               | 1994/95              | 35        | 1         | 5     | 0     | 5          | 0          | —         | —         | 45    | 1     |
| Селтик               | 1995/96              | 34        | 0         | 3     | 0     | 3          | 0          | 4         | 0         | 44    | 0     |
| Селтик               | 1996/97              | 31        | 0         | 5     | 0     | 3          | 0          | 4         | 0         | 43    | 0     |
| Селтик               | 1997/98              | 33        | 0         | 4     | 0     | 5          | 0          | 5         | 0         | 47    | 0     |
| Селтик               | 1998/99              | 31        | 0         | 4     | 0     | 1          | 0          | 6         | 0         | 42    | 0     |
| Селтик               | 1999/00              | 10        | 0         | 1     | 0     | 2          | 0          | —         | —         | 13    | 0     |
| Селтик               | 2000/01              | 30        | 0         | 5     | 0     | 4          | 0          | 5         | 0         | 44    | 0     |
| Селтик               | 2001/02              | 8         | 0         | 1     | 0     | —          | —          | 2         | 0         | 11    | 0     |
| Селтик               | 2002/03              | —         | —         | —     | —     | 2          | 0          | —         | —         | 2     | 0     |
| Всего за «Селтик»    | Всего за «Селтик»    | 305       | 2         | 34    | 0     | 33         | 0          | 34        | 0         | 406   | 2     |
| Всего за карьеру     | Всего за карьеру     | 580       | 8         | 36    | 0     | 35         | 0          | 34        | 0         | 685   | 8     |

### Сборная Шотландии
Дебют Бойда в составе национальной сборной Шотландии состоялся 12 сентября 1990 года, когда «горцы» в отборочном матче к чемпионату Европы 1992 встречались с Румынией.
В 1992 году Том принял участие в чемпионате Европы, где отыграл один матч — против сборной СНГ.
Через четыре года Бойд вновь поехал на европейское первенство в составе национальной команды. На этот раз он провёл все три поединка шотландцев на этом турнире — с нидерландцами, англичанами и швейцарцами.
29 марта 1997 года Том забил свой первый и, как оказалось впоследствии, единственный мяч за «тартановую армию», поразив ворота сборной Эстонии.
11 октября того же года Бойд, отыграв свой 50-й матч за сборную, коим оказался поединок с Латвией, был удостоен чести быть включённым в Почётный список игроков сборной Шотландии по футболу.
В 1998 году защитник был в составе национальной команды на мировом первенстве, проходившем во Франции. 10 июня шотландцы стартовали на турнире в матче открытия, где их соперниками были действующие чемпионы мира — бразильцы. Поединок прошёл в напряжённой борьбе — счёт 1:1 держался вплоть до середины второго тайма, отличились Сезар Сампайо у латиноамериканцев и Джон Коллинз у европейцев. На 75-й минуте состоялся прорыв по флангу защитника бразильцев Кафу, который закончился ударом. Вратарь «горцев», Джим Лейтон, его парировал, но мяч после этого отскочил в плечо Бойду и залетел в сетку ворот «тартановой армии». Южноамериканцы победили 2:1, а этот автогол Тома и поныне остаётся единственным подобным мячом, забитым в матче открытия мировых первенств. На самом турнире «горцы» выступили неудачно, заняв последнее место в своей группе А, набрав одно очко.
Всего за 11 лет выступлений за «тартановую армию» Бойд сыграл 72 матча, что является шестым результатом за всю историю национальной команды, забил один гол.

#### Матчи и голы за сборную Шотландии
| №  | Дата             | Место                                              | Оппонент          | Счёт | Голы Бойда | Соревнование                                                      |
| 1  | 12 сентября 1990 | «Хэмпден Парк», Глазго, Шотландия                  | Румыния           | 2:1  | —          | Отборочный матч чемпионата Европы по футболу 1992                 |
| 2  | 17 октября 1990  | «Хэмпден Парк», Глазго, Шотландия                  | Швейцария         | 2:1  | —          | Отборочный матч чемпионата Европы по футболу 1992                 |
| 3  | 14 ноября 1990   | «Васил Левски», София, Болгария                    | Болгария          | 1:1  | —          | Отборочный матч чемпионата Европы по футболу 1992                 |
| 4  | 6 февраля 1991   | «Айброкс», Глазго, Шотландия                       | СССР              | 0:1  | —          | Товарищеский матч                                                 |
| 5  | 11 сентября 1991 | «Ванкдорф», Берн, Швейцария                        | Швейцария         | 2:2  | —          | Отборочный матч чемпионата Европы по футболу 1992                 |
| 6  | 16 октября 1991  | «Стяуа», Бухарест, Румыния                         | Румыния           | 0:1  | —          | Отборочный матч чемпионата Европы по футболу 1992                 |
| 7  | 25 марта 1992    | «Хэмпден Парк», Глазго, Шотландия                  | Финляндия         | 1:1  | —          | Товарищеский матч                                                 |
| 8  | 20 мая 1992      | «Вэрсити», Торонто, Канада                         | Канада            | 3:1  | —          | Товарищеский матч                                                 |
| 9  | 3 июня 1992      | «Уллевол», Осло, Норвегия                          | Норвегия          | 0:0  | —          | Товарищеский матч                                                 |
| 10 | 18 июня 1992     | «Идроттспаркен», Норрчёпинг, Швеция                | СНГ               | 3:0  | —          | Чемпионат Европы по футболу 1992 (финальные игры, групповой этап) |
| 11 | 9 сентября 1992  | «Ванкдорф», Берн, Швейцария                        | Швейцария         | 1:3  | —          | Отборочный матч чемпионата мира по футболу 1994                   |
| 12 | 14 октября 1992  | «Айброкс», Глазго, Шотландия                       | Португалия        | 0:0  | —          | Отборочный матч чемпионата мира по футболу 1994                   |
| 13 | 18 ноября 1992   | «Айброкс», Глазго, Шотландия                       | Италия            | 0:0  | —          | Отборочный матч чемпионата мира по футболу 1994                   |
| 14 | 17 февраля 1993  | «Айброкс», Глазго, Шотландия                       | Мальта            | 3:0  | —          | Отборочный матч чемпионата мира по футболу 1994                   |
| 15 | 24 марта 1993    | «Айброкс», Глазго, Шотландия                       | Германия          | 0:1  | —          | Товарищеский матч                                                 |
| 16 | 19 мая 1993      | «Кадриорг», Таллин, Эстония                        | Эстония           | 3:0  | —          | Отборочный матч чемпионата мира по футболу 1994                   |
| 17 | 2 июня 1993      | «Питтодри», Абердин, Шотландия                     | Эстония           | 3:1  | —          | Отборочный матч чемпионата мира по футболу 1994                   |
| 18 | 13 октября 1993  | Олимпийский стадион, Рим, Италия                   | Италия            | 1:3  | —          | Отборочный матч чемпионата мира по футболу 1994                   |
| 19 | 17 ноября 1993   | Национальный стадион, Та'Кали, Мальта              | Мальта            | 2:0  | —          | Отборочный матч чемпионата мира по футболу 1994                   |
| 20 | 23 марта 1994    | «Хэмпден Парк», Глазго, Шотландия                  | Нидерланды        | 0:1  | —          | Товарищеский матч                                                 |
| 21 | 20 апреля 1994   | «Эрнст Хаппель», Вена, Австрия                     | Австрия           | 2:1  | —          | Товарищеский матч                                                 |
| 22 | 7 сентября 1994  | Олимпийский стадион, Хельсинки, Финляндия          | Финляндия         | 2:0  | —          | Отборочный матч чемпионата Европы по футболу 1996                 |
| 23 | 12 октября 1994  | «Хэмпден Парк», Глазго, Шотландия                  | Фарерские острова | 5:1  | —          | Отборочный матч чемпионата Европы по футболу 1996                 |
| 24 | 16 ноября 1994   | «Хэмпден Парк», Глазго, Шотландия                  | Россия            | 1:1  | —          | Отборочный матч чемпионата Европы по футболу 1996                 |
| 25 | 18 декабря 1994  | Олимпийский стадион, Афины, Греция                 | Греция            | 0:1  | —          | Отборочный матч чемпионата Европы по футболу 1996                 |
| 26 | 29 марта 1995    | «Лужники», Москва, Россия                          | Россия            | 0:0  | —          | Отборочный матч чемпионата Европы по футболу 1996                 |
| 27 | 26 апреля 1995   | Олимпийский стадион, Серравалле, Сан-Марино        | Сан-Марино        | 2:0  | —          | Отборочный матч чемпионата Европы по футболу 1996                 |
| 28 | 16 августа 1995  | «Хэмпден Парк», Глазго, Шотландия                  | Греция            | 1:0  | —          | Отборочный матч чемпионата Европы по футболу 1996                 |
| 29 | 6 сентября 1995  | «Хэмпден Парк», Глазго, Шотландия                  | Финляндия         | 1:0  | —          | Отборочный матч чемпионата Европы по футболу 1996                 |
| 30 | 11 октября 1995  | «Росунда», Стокгольм, Швеция                       | Швеция            | 0:2  | —          | Товарищеский матч                                                 |
| 31 | 15 ноября 1995   | «Хэмпден Парк», Глазго, Шотландия                  | Сан-Марино        | 5:0  | —          | Отборочный матч чемпионата Европы по футболу 1996                 |
| 32 | 27 марта 1996    | «Хэмпден Парк», Глазго, Шотландия                  | Австралия         | 1:0  | —          | Товарищеский матч                                                 |
| 33 | 24 апреля 1996   | «Паркен», Копенгаген, Дания                        | Дания             | 0:2  | —          | Товарищеский матч                                                 |
| 34 | 26 мая 1996      | «Уиллоу Брук Парк», Нью-Бритен, США                | США               | 1:2  | —          | Товарищеский матч                                                 |
| 35 | 29 мая 1996      | «Майами Оранж Боул», Майами, США                   | Колумбия          | 0:1  | —          | Товарищеский матч                                                 |
| 36 | 10 июня 1996     | «Вилла Парк», Бирмингем, Англия                    | Нидерланды        | 0:0  | —          | Чемпионат Европы по футболу 1996 (финальные игры, групповой этап) |
| 37 | 15 июня 1996     | «Уэмбли», Лондон, Англия                           | Англия            | 0:2  | —          | Чемпионат Европы по футболу 1996 (финальные игры, групповой этап) |
| 38 | 18 июня 1996     | «Вилла Парк», Бирмингем, Англия                    | Швейцария         | 1:0  | —          | Чемпионат Европы по футболу 1996 (финальные игры, групповой этап) |
| 39 | 31 августа 1996  | «Эрнст Хаппель», Вена, Австрия                     | Австрия           | 0:0  | —          | Отборочный матч чемпионата мира по футболу 1998                   |
| 40 | 5 октября 1996   | «Даугава», Рига, Латвия                            | Латвия            | 2:0  | —          | Отборочный матч чемпионата мира по футболу 1998                   |
| 41 | 10 ноября 1996   | «Айброкс», Глазго, Шотландия                       | Швеция            | 1:0  | —          | Отборочный матч чемпионата мира по футболу 1998                   |
| 42 | 11 февраля 1997  | «Луи II», Фонвьей, Монако                          | Эстония           | 0:0  | —          | Отборочный матч чемпионата мира по футболу 1998                   |
| 43 | 29 марта 1997    | «Регби Парк», Килмарнок, Шотландия                 | Эстония           | 2:0  | 1          | Отборочный матч чемпионата мира по футболу 1998                   |
| 44 | 2 апреля 1997    | «Селтик Парк», Глазго, Шотландия                   | Австрия           | 2:0  | —          | Отборочный матч чемпионата мира по футболу 1998                   |
| 45 | 30 апреля 1997   | «Уллеви», Гётеборг, Швеция                         | Швеция            | 1:2  | —          | Отборочный матч чемпионата мира по футболу 1998                   |
| 46 | 27 мая 1997      | «Регби Парк», Килмарнок, Шотландия                 | Уэльс             | 0:1  | —          | Товарищеский матч                                                 |
| 47 | 1 июня 1997      | Национальный стадион, Та'Кали, Мальта              | Мальта            | 3:2  | —          | Товарищеский матч                                                 |
| 48 | 8 июня 1997      | «Динамо», Минск, Беларусь                          | Беларусь          | 1:0  | —          | Отборочный матч чемпионата мира по футболу 1998                   |
| 49 | 7 сентября 1997  | «Питтодри», Абердин, Шотландия                     | Беларусь          | 4:1  | —          | Отборочный матч чемпионата мира по футболу 1998                   |
| 50 | 11 октября 1997  | «Селтик Парк», Глазго, Шотландия                   | Латвия            | 2:0  | —          | Отборочный матч чемпионата мира по футболу 1998                   |
| 51 | 12 ноября 1997   | «Жеффруа Гишар», Сент-Этьен, Франция               | Франция           | 1:2  | —          | Товарищеский матч                                                 |
| 52 | 25 марта 1998    | «Айброкс», Глазго, Шотландия                       | Дания             | 0:1  | —          | Товарищеский матч                                                 |
| 53 | 22 апреля 1998   | «Истер Роуд», Эдинбург, Шотландия                  | Финляндия         | 1:1  | —          | Товарищеский матч                                                 |
| 54 | 23 мая 1998      | «Джайентс», Нью-Йорк, США                          | Колумбия          | 2:2  | —          | Товарищеский матч                                                 |
| 55 | 30 мая 1998      | Стадион имени Роберта Ф. Кеннеди, Вашингтон, США   | США               | 0:0  | —          | Товарищеский матч                                                 |
| 56 | 10 июня 1998     | «Стад де Франс», Париж, Франция                    | Бразилия          | 1:2  | —          | Чемпионат мира по футболу 1998 (финальные игры, групповой этап)   |
| 57 | 16 июня 1998     | «Стад де Парк Лескюр», Бордо, Франция              | Норвегия          | 1:1  | —          | Чемпионат мира по футболу 1998 (финальные игры, групповой этап)   |
| 58 | 23 июня 1998     | «Жеффруа Гишар», Сент-Этьен, Франция               | Марокко           | 0:3  | —          | Чемпионат мира по футболу 1998 (финальные игры, групповой этап)   |
| 59 | 5 сентября 1998  | «Жальгирис», Вильнюс, Литва                        | Литва             | 0:0  | —          | Отборочный матч чемпионата Европы по футболу 2000                 |
| 60 | 10 октября 1998  | «Тайнкасл», Эдинбург, Шотландия                    | Эстония           | 3:2  | —          | Отборочный матч чемпионата Европы по футболу 2000                 |
| 61 | 14 октября 1998  | «Питтодри», Абердин, Шотландия                     | Фарерские острова | 2:1  | —          | Отборочный матч чемпионата Европы по футболу 2000                 |
| 62 | 31 марта 1999    | «Селтик Парк», Глазго, Шотландия                   | Чехия             | 1:2  | —          | Отборочный матч чемпионата Европы по футболу 2000                 |
| 63 | 28 апреля 1999   | «Везерштадион», Бремен, Германия                   | Германия          | 1:0  | —          | Товарищеский матч                                                 |
| 64 | 5 июня 1999      | «Тофтир», Тофтир, Фарерские острова                | Фарерские острова | 1:1  | —          | Отборочный матч чемпионата Европы по футболу 2000                 |
| 65 | 9 июня 1999      | «Летна», Прага, Чехия                              | Чехия             | 2:3  | —          | Отборочный матч чемпионата Европы по футболу 2000                 |
| 66 | 2 сентября 2000  | «Сконто», Рига, Латвия                             | Латвия            | 1:0  | —          | Отборочный матч чемпионата мира по футболу 2002                   |
| 67 | 11 октября 2000  | «Максимир», Загреб, Хорватия                       | Хорватия          | 1:1  | —          | Отборочный матч чемпионата мира по футболу 2002                   |
| 68 | 15 ноября 2000   | «Хэмпден Парк», Глазго, Шотландия                  | Австралия         | 0:2  | —          | Товарищеский матч                                                 |
| 69 | 24 марта 2001    | «Хэмпден Парк», Глазго, Шотландия                  | Бельгия           | 2:2  | —          | Отборочный матч чемпионата мира по футболу 2002                   |
| 70 | 28 марта 2001    | «Хэмпден Парк», Глазго, Шотландия                  | Сан-Марино        | 4:0  | —          | Отборочный матч чемпионата мира по футболу 2002                   |
| 71 | 25 апреля 2001   | Стадион имени Здзислава Кшишковяка, Быдгощ, Польша | Польша            | 1:1  | —          | Товарищеский матч                                                 |
| 72 | 5 сентября 2001  | Стадион короля Бодуэна, Брюссель, Бельгия          | Бельгия           | 0:2  | —          | Отборочный матч чемпионата мира по футболу 2002                   |

Итого: 72 матча / 1 гол; 30 побед, 20 ничьих, 22 поражения.

#### Сводная статистика игр/голов за сборную
| Сборная          | Год              | Отборочные матчи ЧМ | Отборочные матчи ЧМ | Финальные матчи ЧМ | Финальные матчи ЧМ | Отборочные матчи ЧЕ | Отборочные матчи ЧЕ | Финальные матчи ЧЕ | Финальные матчи ЧЕ | Товарищеские матчи | Товарищеские матчи | Итого | Итого |
| Сборная          | Год              | Игры                | Голы                | Игры               | Голы               | Игры                | Голы                | Игры               | Голы               | Игры               | Голы               | Игры  | Голы  |
| ---------------- | ---------------- | ------------------- | ------------------- | ------------------ | ------------------ | ------------------- | ------------------- | ------------------ | ------------------ | ------------------ | ------------------ | ----- | ----- |
| Шотландия        | 1990             | —                   | —                   | —                  | —                  | 3                   | 0                   | —                  | —                  | —                  | —                  | 3     | 0     |
| Шотландия        | 1991             | —                   | —                   | —                  | —                  | 2                   | 0                   | —                  | —                  | 1                  | 0                  | 3     | 0     |
| Шотландия        | 1992             | 3                   | 0                   | —                  | —                  | —                   | —                   | 1                  | 0                  | 3                  | 0                  | 7     | 0     |
| Шотландия        | 1993             | 5                   | 0                   | —                  | —                  | —                   | —                   | —                  | —                  | 1                  | 0                  | 6     | 0     |
| Шотландия        | 1994             | —                   | —                   | —                  | —                  | 4                   | 0                   | —                  | —                  | 2                  | 0                  | 6     | 0     |
| Шотландия        | 1995             | —                   | —                   | —                  | —                  | 5                   | 0                   | —                  | —                  | 1                  | 0                  | 6     | 0     |
| Шотландия        | 1996             | 3                   | 0                   | —                  | —                  | —                   | —                   | 3                  | 0                  | 4                  | 0                  | 10    | 0     |
| Шотландия        | 1997             | 7                   | 1                   | —                  | —                  | —                   | —                   | —                  | —                  | 3                  | 0                  | 10    | 1     |
| Шотландия        | 1998             | —                   | —                   | 3                  | 0                  | 3                   | 0                   | —                  | —                  | 4                  | 0                  | 10    | 0     |
| Шотландия        | 1999             | —                   | —                   | —                  | —                  | 3                   | 0                   | —                  | —                  | 1                  | 0                  | 4     | 0     |
| Шотландия        | 2000             | 2                   | 0                   | —                  | —                  | —                   | —                   | —                  | —                  | 1                  | 0                  | 3     | 0     |
| Шотландия        | 2001             | 3                   | 0                   | —                  | —                  | —                   | —                   | —                  | —                  | 1                  | 0                  | 4     | 0     |
| Всего за карьеру | Всего за карьеру | 23                  | 1                   | 3                  | 0                  | 20                  | 0                   | 4                  | 0                  | 22                 | 0                  | 72    | 1     |

## Тренерская карьера
По окончании своей карьеры футболиста в 2003 году Том остался в «Селтике», приняв предложение руководства клуба взять руководство над юниорской командой «кельтов».

## Достижения

### Командные достижения
«Мотеруэлл»
- Победитель Первого дивизиона Шотландии: 1984/85

 «Селтик»
- Чемпион Шотландии (3): 1997/98, 2000/01, 2001/02
- Обладатель Кубка Шотландии (3): 1990/91, 1994/95, 2000/01
- Обладатель Кубка шотландской лиги (3): 1996/97, 1999/00, 2000/01

### Личные достижения
- Почётный список игроков сборной Шотландии по футболу: включён в 1997